# 史敏濟
史敏濟（1914年9月—？年）。廣東省番禺縣人。民國37年（1948年）在農會婦女當選第一屆立法委員

## 生平[1]
- 執信高中畢業
- 中山大學肄業
- 北京大學農學院畢業
- 毕业後，入南京中央农业实验所工作
- 美國康奈爾大學研究院研究
- 農林部技士[2]、農林部技正[3]
- 中山大學教授
- 中央黨部農工部委員
- 堅如中學董事兼校長
- 廣東省農會常務理事
- 第七戰區設計委員
- 愛群小學與大符小學董事長